# Желево (община Требине)
Желево (на сръбски: Жељево) е село в Босна и Херцеговина, разположено в община Требине, в ентитета на Република Сръбска. Населението му според преброяването през 2013 г. е 9 души, от тях: 9 (100,00 %) сърби.

## Население
Численост на населението според преброяванията през годините:
- 1961 – 179 души
- 1971 – 132 души
- 1981 – 31 души
- 1991 – 14 души
- 2013 – 9 души